# Buddusò
Buddusò – miejscowość i gmina we Włoszech, w regionie Sardynia, w prowincji Sassari. Graniczy z Bitti, Osidda, Alà dei Sardi, Oschiri i Pattada.
Według danych na rok 2021 gminę zamieszkiwały 3666 osoby, 20,73 os./km².